# هایتس کورنر (کالیفرنیا)
هایتس کورنر (به انگلیسی: Hights Corner) یک منطقهٔ مسکونی در ایالات متحده آمریکا است که در شهرستان کرن، کالیفرنیا واقع شده‌است. هایتس کورنر ۱۰۵ متر بالاتر از سطح دریا واقع شده‌است.